# Dio c'è (album)
Dio c'è è il secondo album in studio del cantautore e rapper italiano Achille Lauro, pubblicato il 25 maggio 2015 per le etichette discografiche Universal e Roccia Music.

## Tracce
1. Young King – 1:58
2. Prega Per Noi – 4:10
3. Ghetto Dance (feat. Gemitaiz) – 4:28
4. Bonnie & Clyde – 3:54
5. Ora Lo So (feat. Marracash) – 4:20
6. Dove Il Denaro Non Può – 4:23
7. Ora E Per Sempre – 4:55
8. Hollywood Boulevard – 3:39
9. Pusher – 5:13
10. Di Nuovo Maggio – 4:09
11. Neanche Un Giorno A Scuola – 3:30
12. Playground Love (feat. Caputo) – 4:44
13. Dio C'è – 3:18
14. Dio Ricordati – 3:40
15. Bed & Breakfast (feat. Simon P) – 3:49
16. Gloria In Excelsis - Nefasto Remix (feat. Crine J) – 1:47

Tracce esclusive dell'edizione deluxe
1. Ragazzi fuori – 4:18
2. La Bella e la Bestia – 4:12

## Formazione
Musicisti
- Achille Lauro – voce
- Gemitaiz – voce aggiuntiva (traccia 3)
- Marracash – voce aggiuntiva (traccia 5)
- E. Caputo – voce aggiuntiva (traccia 12)
- Simon P – voce aggiuntiva (traccia 15)

Produzione
- Boss Doms – produzione, missaggio, mastering ed editing
- DJ Pitch8 – produzione (traccia 1)
- Frenetik & Orang3 – produzione (traccia 3)